# Česko na Halovém mistrovství Evropy v atletice 2000
Halového ME v atletice 2000 v belgickém Gentu se ve dnech 25. – 27. února zúčastnilo 18 českých atletů (12 mužů a 6 žen).
Čeští atleti dosáhli nejlepšího výsledku od rozdělení Československa, když vybojovali tři zlaté, dvě stříbrné a dvě bronzové medaile. V bodovém hodnocení Česko získalo 50 bodů (3×8 + 2×7 + 2×6).

## Výsledky

### Muži
| Atlet                                                                        | Disciplína    | Kvalifikace | Kvalifikace | Rozběh  | Rozběh   | Semifinále | Semifinále | Finále      | Finále           |
| Atlet                                                                        | Disciplína    | Výkon       | Umístění    | Výkon   | Umístění | Výkon      | Umístění   | Výkon       | Umístění         |
| ---------------------------------------------------------------------------- | ------------- | ----------- | ----------- | ------- | -------- | ---------- | ---------- | ----------- | ---------------- |
| Roman Oravec                                                                 | 800 m         |             |             | 1:50,88 | 10.      | 1:50,33    | 4.         | nepostoupil | nepostoupil      |
| Jiří Mužík Jan Poděbradský Štěpán Tesařík Karel Bláha Jan Štejfa (náhradník) | 4 × 400 m     |             |             |         |          |            |            | 3:06,10     | Zlatá medaile    |
| Jan Janků                                                                    | Skok do výšky | 2,16 m      | 17. =       |         |          |            |            | nepostoupil | nepostoupil      |
| Adam Ptáček                                                                  | Skok o tyči   | 5,20 m      | 13. =       |         |          |            |            | nepostoupil | nepostoupil      |
| Petr Špaček                                                                  | Skok o tyči   | NM          | –           |         |          |            |            | nepostoupil | nepostoupil      |
| Miroslav Menc                                                                | Vrh koulí     | 19,66 m     | 6.          |         |          |            |            | 20,23 m     | Bronzová medaile |

Sedmiboj
| Tomáš Dvořák  | Sedmiboj    |          |            |               |
| Tomáš Dvořák  | Disciplína  | Výsledek | Body       | Umístění      |
| ------------- | ----------- | -------- | ---------- | ------------- |
|               | Běh na 60 m | 6,92 s   | 911        |               |
| Skok daleký   | 7,81 m      | 1 012    |            |               |
| Vrh koulí     | 16,82 m     | 902      |            |               |
| Skok do výšky | 2,04 m      | 840      |            |               |
| 60 m přek.    | 7,78 s      | 1 038    |            |               |
| Skok o tyči   | 5,00 m      | 910      |            |               |
| Běh na 1000 m | 2:45,68     | 811      |            |               |
| Celkově       |             |          | 6 424 (ER) | Zlatá medaile |

| Roman Šebrle  | Sedmiboj    |          |       |                  |
| Roman Šebrle  | Disciplína  | Výsledek | Body  | Umístění         |
| ------------- | ----------- | -------- | ----- | ---------------- |
|               | Běh na 60 m | 6,97 s   | 893   |                  |
| Skok daleký   | 7,75 m      | 997      |       |                  |
| Vrh koulí     | 15,47 m     | 819      |       |                  |
| Skok do výšky | 2,07 m      | 868      |       |                  |
| 60 m přek.    | 7,93 s      | 999      |       |                  |
| Skok o tyči   | 4,80 m      | 849      |       |                  |
| Běh na 1000 m | 2:42,51     | 846      |       |                  |
| Celkově       |             |          | 6 271 | Stříbrná medaile |

### Ženy
| Atletka          | Disciplína    | Kvalifikace | Kvalifikace | Rozběh  | Rozběh   | Semifinále | Semifinále | Finále       | Finále           |
| Atletka          | Disciplína    | Výkon       | Umístění    | Výkon   | Umístění | Výkon      | Umístění   | Výkon        | Umístění         |
| ---------------- | ------------- | ----------- | ----------- | ------- | -------- | ---------- | ---------- | ------------ | ---------------- |
| Jitka Burianová  | 400 m         |             |             | 53,10 s | 8.       | 52,96 s    | 7.         | nepostoupila | nepostoupila     |
| Helena Fuchsová  | 400 m         |             |             | 52,88 s | 6.       | 52,45 s    | 4.         | 52,32 s      | Bronzová medaile |
| Zuzana Hlavoňová | Skok do výšky | 1,93 m      | 2.          |         |          |            |            | 1,98 m       | Stříbrná medaile |
| Daniela Bártová  | Skok o tyči   | 4,30 m      | 3. =        |         |          |            |            | NM           | –                |
| Pavla Hamáčková  | Skok o tyči   | 4,30 m      | 1. =        |         |          |            |            | 4,40 m       | Zlatá medaile    |

Pětiboj
| Jana Klečková | Pětiboj     |          |       |          |
| Jana Klečková | Disciplína  | Výsledek | Body  | Umístění |
| ------------- | ----------- | -------- | ----- | -------- |
|               | Běh na 60 m | 8,63 s   | 989   |          |
| Skok do výšky | 1,74 m      | 903      |       |          |
| Vrh koulí     | 10,71 m     | 576      |       |          |
| Skok daleký   | 5,97 m      | 840      |       |          |
| Běh na 800 m  | 2:19,51     | 830      |       |          |
| Celkově       |             |          | 4 138 | 11.      |